# Frederik II van Saksen
Frederik II van Saksen bijgenaamd de Zachtmoedige (Leipzig, 22 augustus 1412 - 7 september 1464) was van 1428 tot aan zijn dood keurvorst van Saksen. Hij behoorde tot het huis Wettin.

## Levensloop
Frederik was de oudste zoon van keurvorst Frederik I van Saksen en Catharina van Brunswijk-Lüneburg, dochter van hertog Hendrik de Milde van Brunswijk-Lüneburg. Na de dood van zijn vader in 1428 nam hij de regering van het keurvorstendom Saksen over samen met zijn jongere broers Sigismund, Hendrik en Willem III. In 1433 sloten de Wettins na een jarenlange oorlog vrede met de Hussieten. Later kwam het terug tot oorlog met de Hussieten, waarna Frederik II en zijn troepen in 1438 de Hussieten versloegen in de Slag bij Sellnitz. Hetzelfde jaar kwam het federale staatsparlement van Saksen voor het eerst samen. Het parlement kreeg het recht om samen te komen als het over de innovaties in fiscale zaken ging, zelfs zonder de toestemming van de keurvorst.
In 1435 stierf zijn broer Hendrik en in 1440 moest zijn broer Sigismund aftreden als keurvorst omdat hij bisschop werd. Vervolgens besloten Frederik II en zijn broer Willem III om hun domeinen onderling te verdelen, wat in 1445 leidde tot de deling van Altenburg. Hierbij behield Frederik het oostelijk deel van het keurvorstendom Saksen, terwijl Willem III het landgraafschap Thüringen en de bezittingen in Franconië kreeg. De mijnen bleven in gemeenschappelijk bezit van de broers. Disputen over de precieze verdeling leidden in 1446 tot de Saksische Broederoorlog, die op 27 januari 1451 beëindigd werd met de Vrede van Naumburg. In 1459 sloten Frederik en zijn broer Willem III met de Boheemse koning George van Podiebrad het Verdrag van Eger, waarbij de grenzen tussen Bohemen en Saksen vastgelegd werden.
In 1464 stierf Frederik II, waarna zijn zoons Ernst en Albrecht samen de regering van het keurvorstendom Saksen overnamen. Na de dood van zijn broer Willem III in 1482 keerde het landgraafschap Thüringen terug naar Saksen.

## Huwelijk en nakomelingen
Op 3 juni 1431 huwde Frederik in Leipzig met Margaretha van Oostenrijk (1416-1486), dochter van hertog Ernst I van Oostenrijk. Ze kregen acht kinderen:
- Amalia (1436-1501), huwde in 1452 met hertog Lodewijk IX van Beieren-Landshut
- Anna (1437-1512), huwde in 1458 met keurvorst Albrecht Achilles van Brandenburg
- Frederik (1439-1451)
- Ernst (1441-1486), keurvorst van Saksen
- Albrecht (1443-1500), keurvorst en hertog van Saksen
- Margaretha (1444-1498), abdis in de Abdij van Seußlitz
- Hedwig (1445-1511), abdis in de Abdij van Quedlinburg
- Alexander (1447), enkele maanden na de geboorte gestorven

## Voorouders
| Overgootouders                     | Frederik II van Meißen (1310-1349) ∞ Mathilde van Beieren (1313-1346)            | Frederik II van Meißen (1310-1349) ∞ Mathilde van Beieren (1313-1346)            | Hendrik IV van Henneberg-Schleusingen (–) ∞ Jutta van Brandenburg (–)            | Hendrik IV van Henneberg-Schleusingen (–) ∞ Jutta van Brandenburg (–)            | Magnus II van Brunswijk (1324-1373) ∞ Catharina van Anhalt-Bernburg (1330-1390)   | Magnus II van Brunswijk (1324-1373) ∞ Catharina van Anhalt-Bernburg (1330-1390)   | Wratislaus VI van Pommeren (1345–1394) ∞ Anna van Mecklenburg-Stargard (–)        | Wratislaus VI van Pommeren (1345–1394) ∞ Anna van Mecklenburg-Stargard (–)        |
| Grootouders                        | Frederik III van Meißen (1332-1381) ∞ Catharina van Henneberg (1334-1397)        | Frederik III van Meißen (1332-1381) ∞ Catharina van Henneberg (1334-1397)        | Frederik III van Meißen (1332-1381) ∞ Catharina van Henneberg (1334-1397)        | Frederik III van Meißen (1332-1381) ∞ Catharina van Henneberg (1334-1397)        | Hendrik de Milde van Brunswijk-Lüneburg (–1416) ∞ Sophia van Pommeren (1370–1406) | Hendrik de Milde van Brunswijk-Lüneburg (–1416) ∞ Sophia van Pommeren (1370–1406) | Hendrik de Milde van Brunswijk-Lüneburg (–1416) ∞ Sophia van Pommeren (1370–1406) | Hendrik de Milde van Brunswijk-Lüneburg (–1416) ∞ Sophia van Pommeren (1370–1406) |
| Ouders                             | Frederik I van Saksen (1370-1428) ∞ Catharina van Brunswijk-Lüneburg (1395-1442) | Frederik I van Saksen (1370-1428) ∞ Catharina van Brunswijk-Lüneburg (1395-1442) | Frederik I van Saksen (1370-1428) ∞ Catharina van Brunswijk-Lüneburg (1395-1442) | Frederik I van Saksen (1370-1428) ∞ Catharina van Brunswijk-Lüneburg (1395-1442) | Frederik I van Saksen (1370-1428) ∞ Catharina van Brunswijk-Lüneburg (1395-1442)  | Frederik I van Saksen (1370-1428) ∞ Catharina van Brunswijk-Lüneburg (1395-1442)  | Frederik I van Saksen (1370-1428) ∞ Catharina van Brunswijk-Lüneburg (1395-1442)  | Frederik I van Saksen (1370-1428) ∞ Catharina van Brunswijk-Lüneburg (1395-1442)  |
| Frederik II van Saksen (1412-1464) |                                                                                  |                                                                                  |                                                                                  |                                                                                  |                                                                                   |                                                                                   |                                                                                   |                                                                                   |